# Nothing Is Promised
«Nothing Is Promised» es una canción grabada por el productor estadounidense Mike Will Made It, con la artista barbadense Rihanna. Fue lanzada el 3 de junio de 2016 a las plataformas digitales como el sencillo principal del próximo álbum de Mike Will Made It, Ransom 2.

## Antecedentes
En noviembre de 2014, lanzó un fragmento de una canción a través de su cuenta oficial de Instagram, la canción incluía letras tales como "No es nada de esta mierda prometida, no es nada de esto prometido" y "No es nada de esta mierda cierto , No es nada cierto ", mientras que el resto del fragmento presentó sintetizadores plinky y bajo en pleno desarrollo que proporciona la única instrumentación. Tras el lanzamiento muchos asumieron que era una canción para el entonces próximo octavo álbum de estudio de Rihanna, Anti (2016). En julio de 2015, Mike Will Made It publicó un vídeo de 15 segundos con un fragmento de Rihanna cantando; En junio del año siguiente lanzó su colaboración como el sencillo principal de su álbum.

## Lista de canciones
- Descarga Digital

| N.º | Título                            | Duración |  |
| 1.  | «Nothing Is Promised" (explicit)» | 2:50     |  |

- Descarga Digital

| N.º | Título                          | Duración |  |
| 1.  | «"Nothing Is Promised" (clean)» | 2:50     |  |

## Posicionamiento en listas

### Semanales
| País           | Lista                   | Mejor posición |
| -------------- | ----------------------- | -------------- |
| Australia      | ARIA Top 100 Singles    | 69             |
| España         | PROMUSICAE              | 32             |
| Estados Unidos | Billboard Hot 100       | 75             |
| Estados Unidos | Hot R&B/Hip-Hop Songs   | 26             |
| Francia        | SNEP                    | 25             |
| Nueva Zelanda  | NZ Top 40 Heatseekers   | 7              |
| Reino Unido    | Official Charts Company | 64             |